# Ville métropolitaine de Venise
La ville métropolitaine de Venise (en italien : Città metropolitana di Venezia) est une ville métropolitaine italienne située dans la région de Vénétie, dont le chef-lieu est Venise. Elle remplace la province de Venise depuis le 15 juin 2015.

## Les communes qui font partie de la ville métropolitaine de Venise
44 communes font partie de la ville métropolitaine de Venise :
- Annone Veneto
- Campagna Lupia
- Campolongo Maggiore
- Camponogara
- Caorle
- Cavallino-Treporti
- Cavarzere
- Ceggia
- Chioggia
- Cinto Caomaggiore
- Cona
- Concordia Sagittaria
- Dolo
- Eraclea
- Fiesso d'Artico
- Fossalta di Piave
- Fossalta di Portogruaro
- Fossò
- Gruaro
- Jesolo
- Marcon
- Martellago
- Meolo
- Mira
- Mirano
- Musile di Piave
- Noale
- Noventa di Piave
- Pianiga
- Portogruaro
- Pramaggiore
- Quarto d'Altino
- Salzano
- San Donà di Piave
- San Michele al Tagliamento
- Santa Maria di Sala
- San Stino di Livenza
- Scorzè
- Spinea
- Stra
- Teglio Veneto
- Torre di Mosto
- Venise
- Vigonovo.